# 11. bersaljerski polk (Italija)
11. bersaljerski polk (italijansko 11º Reggimento di Bersaglieri) je bil bersaljerski polk (Kraljeve) Italijanske kopenske vojske.

## Zgodovina
Kot del enot Lige narodov je bil polk leta 1920 nastanjen v regiji Marienwerder, ko so izvajali plebiscit o priključitvi Poljski ali Prusiji.